# Lise Arricastre

a Compétitions nationales et continentales officielles uniquement.

b Matchs officiels uniquement.
Dernière mise à jour le 25 octobre 2020.
Lise Arricastre, née le 17 juin 1991, est une joueuse internationale française de rugby à XV, occupant le poste de pilier en club avec le Lons rugby féminin et en équipe de France féminine de rugby à XV.

## Biographie
Lise Arricastre, originaire de Couloumé-Mondebat, évolue à Lons, dans la banlieue de Pau. Elle est la fille d'un joueur évoluant au poste troisième ligne de Plaisance, club où elle a débuté avant de rejoindre Lons en cadettes. 
Lise Arricastre dispute quatre saisons à Lons comme cadette avant d'évoluer en sénior. En 2016, elle dispute sa sixième saison au club comme senior.
En 2012, elle est championne de France avec Lons.
Elle est internationale deux ans avec l'équipe de France de rugby à XV des moins de 20 ans avant de connaître sa première sélection en 2011 en équipe de France. Elle honore sa première cape internationale en équipe de France le 4 février 2011 contre l'Écosse lors du Tournoi des Six Nations 2011. Elle dispute le Tournoi des six nations en 2014, elle gagne le Grand Chelem. Elle dispute le Tournoi des six nations en 2015. En 2016, elle est à nouveau retenue pour le Tournoi des Six Nations. Elle compte 31 sélections le 12 février 2016. En 2017, elle est retenue dans le groupe pour disputer la Coupe du monde 2017 en Irlande. En 2018, elle participe au grand chelem de l'équipe de France dans le Tournoi des Six Nations.
Après avoir longtemps travaillé comme peintre en bâtiment jusqu'en 2016, Lise Arricastre officie à l'accueil du Comité du Béarn de rugby puis à la maison ovale territoriale de Pau de la nouvelle la Ligue régionale Nouvelle-Aquitaine de rugby.
En novembre 2018, elle fait partie des 24 premières joueuses françaises de rugby à XV qui signent un contrat fédéral à mi-temps. Son contrat est prolongé pour la saison 2019-2020.
En juin 2022, elle annonce sa retraite internationale après que le nouveau staff de l'équipe de France a décidé de ne pas renouveler son contrat fédéral.
Depuis le 1er juin 2024, Lise Arricastre est secrétaire générale du syndicat des joueurs professionnels de rugby Provale.
Elle annonce sa retraite sportive au terme de la saison 2024-2025.

## Palmarès
- Championne du monde octobre 2022 coupe du monde militaire en Nouvelle Zélande tournoi IDRC 2022 International DeFence Competition
- Vainqueur du Tournoi des Six Nations féminin 2014 (Grand chelem) et 2018 (Grand Chelem)
- Participation à la Coupe du monde 2014 : 3e
- Participation à la Coupe du monde 2017 : 3e
- Sélections en rugby à sept